# Hold Me in Your Arms (dal)
A Hold Me in Your Arms Rick Astley 1989-ben megjelent kislemeze, mely a 3. kimásolt dal második az ugyancsak azonos címet viselő albumról.
A dal 1989 februárjában az Egyesült Királyságban a 10. helyezést érte el.

## Megjelenések
12"  Egyesült Királyság RCA – PT 42616
- A	Hold Me In Your Arms (Extended) 7:37 Engineer, Mixed By – Phil Harding, Producer – Phil Harding & Ian Curnow
- B1	I Don't Want To Be Your Lover 3:58 Engineer – Karen Hewitt, Mike Duffy, Mixed By – Pete Hammond, Producer – Daize Washbourn, Rick Astley
- B2	Never Gonna Give You Up 5:50 Engineer – Mark McGuire, Mike Duffy, Mixed By – Pete Hammond, Producer – Stock, Aitken & Waterman

## Slágerlista
| Slágerlista (1989)                    | Legjobb helyezés |
| ------------------------------------- | ---------------- |
| Ausztrália (ARIA)                     | 77               |
| Belgium (Flanders) (Ultratop)         | 25               |
| Németország (Media Control Charts)    | 32               |
| Írország Ír slágerlista               | 7                |
| Hollandia (Single Top 100)            | 35               |
| Egyesült Királyság Brit kislemezlista | 10               |